# Islandia en los Juegos Mundiales de Breslavia 2017
Islandia fue uno de los 102 países que participaron en los Juegos Mundiales de 2017 celebrados en Breslavia, Polonia.
La delegación islandesa fue una de las más pequeñas del evento, pues el país fue representado por un único atleta, quien no logró llevarse ninguna medalla para su país.

## Levantamiento de potencia
| Varonil                |                  |       |       |           |           |           |           |
| Julian J.K. Johannsson | Peso Súperpesado | 295.0 | 350.0 | eliminado | eliminado | eliminado | eliminado |